# Lista odcinków serialu anime Vinland Saga

Logo serii

Artykuł zawiera listę wszystkich wyemitowanych odcinków telewizyjnego serialu anime Vinland Saga, opracowanego na podstawie mangi autorstwa Makoto Yukimury. Seria została wyprodukowana przez Wit Studio, a za reżyserię odpowiadał Shūhei Yabuta.
Emisja pierwszego sezonu rozpoczęła się 7 lipca w stacji NHK General TV i zakończyła 29 grudnia 2019, licząc 24 odcinki.
7 lipca 2021 ogłoszono powstanie drugiego sezonu. Za produkcję odpowiadało studio MAPPA. Seria ta była emitowana w stacjach Tokyo MX, BS11 i GBS od 10 stycznia do 20 czerwca 2023.
W Polsce anime dostępne jest za pośrednictwem serwisu Netflix. 

## Przegląd serii
| Sezon | Sezon | Odcinki | Odcinki | Premiera serii   | Finał serii     |
| ----- | ----- | ------- | ------- | ---------------- | --------------- |
|       | 1     | 24      | 24      | 7 lipca 2019     | 29 grudnia 2019 |
|       | 2     | 24      | 24      | 10 stycznia 2023 | 20 czerwca 2023 |

## Lista odcinków

### Sezon 1 (2019)
| №  | #  | Tytuł                                                      | Reżyseria             | Scenariusz   | Premiera             |
| -- | -- | ---------------------------------------------------------- | --------------------- | ------------ | -------------------- |
| 1  | 1  | Koko de wa nai doko ka (ここではないどこか)                | Shūhei Yabuta         | Hiroshi Seko | 7 lipca 2019         |
| 2  | 2  | Ken (剣)                                                   | Yōji Satō             | Hiroshi Seko | 7 lipca 2019         |
| 3  | 3  | Tororu (戦鬼)                                              | Yōsuke Yamamoto       | Hiroshi Seko | 7 lipca 2019         |
| 4  | 4  | Hontō no senshi (本当の戦士)                               | Michiru Itabisashi    | Hiroshi Seko | 28 lipca 2019        |
| 5  | 5  | Tororu no ko (戦鬼の子)                                    | Tomoko Hiramuki       | Kenta Ihara  | 4 sierpnia 2019      |
| 6  | 6  | Tabi no hajimari (旅の始まり)                              | Yōsuke Yamamoto       | Kenta Ihara  | 11 sierpnia 2019     |
| 7  | 7  | Norumanni (北人)                                           | Shingo Uchida         | Kenta Ihara  | 18 sierpnia 2019     |
| 8  | 8  | Umi no hate no hate (海の果ての果て)                       | Tomoaki Koshida       | Kenta Ihara  | 25 sierpnia 2019     |
| 9  | 9  | London-kyō no shitō Rondon-kyō no shitō (ロンドン橋の死闘) | Michiru Itabisashi    | Kenta Ihara  | 1 września 2019      |
| 10 | 10 | Ragnarok Ragunaroku (ラグナロク)                           | Yūsuke Sunouchi       | Kenta Ihara  | 15 września 2019     |
| 11 | 11 | Kake (賭け)                                                | Shigatsu Yoshikawa    | Kenta Ihara  | 22 września 2019     |
| 12 | 12 | Taigan no kuni (対岸の国)                                  | Yōji Satō             | Kenta Ihara  | 29 września 2019     |
| 13 | 13 | Eiyū no ko (英雄の子)                                      | Yōsuke Yamamoto       | Kenta Ihara  | 6 października 2019  |
| 14 | 14 | Gyōkō (暁光)                                               | Atsushi Kobayashi     | Kenta Ihara  | 13 października 2019 |
| 15 | 15 | Yuru no ato (冬至祭のあと)                                 | Michiru Itabisashi    | Kenta Ihara  | 20 października 2019 |
| 16 | 16 | Kedamono no rekishi (ケダモノの歴史)                       | Takashi Andō          | Kenta Ihara  | 27 października 2019 |
| 17 | 17 | Tsukaeshi mono (仕えし者)                                  | Daisuke Kurose        | Kenta Ihara  | 3 listopada 2019     |
| 18 | 18 | Yuri kago no soto (ゆりかごの外)                           | Shūjirō Ami           | Kenta Ihara  | 17 listopada 2019    |
| 19 | 19 | Kyōtō (共闘)                                               | Yōji Satō             | Kenta Ihara  | 24 listopada 2019    |
| 20 | 20 | Ōkan (王冠)                                                | Michiru Itabisashi    | Kenta Ihara  | 1 grudnia 2019       |
| 21 | 21 | Saikai (再会)                                              | Yūsuke Sunouchi       | Kenta Ihara  | 8 grudnia 2019       |
| 22 | 22 | Korō (孤狼)                                                | Yasuo Ejima           | Kenta Ihara  | 15 grudnia 2019      |
| 23 | 23 | Gosan (誤算)                                               | Yōsuke Yamamoto       | Kenta Ihara  | 22 grudnia 2019      |
| 24 | 24 | End of the Prologue                                        | Tadahito Matsubayashi | Kenta Ihara  | 29 grudnia 2019      |

### Sezon 2 (2023)
| №  | #  | Tytuł                                                                    | Reżyseria                       | Scenariusz   | Premiera         |
| -- | -- | ------------------------------------------------------------------------ | ------------------------------- | ------------ | ---------------- |
| 25 | 1  | Niewolnik Dorei (奴隷)                                                   | Nobuyoshi Arai, Yōsuke Yamamoto | Hiroshi Seko | 10 stycznia 2023 |
| 26 | 2  | Gospodarstwo Ketila Ketiru no nōjō (ケティルの農場)                      | Michiru Itabisashi              | Hiroshi Seko | 17 stycznia 2023 |
| 27 | 3  | Wąż Hebi (蛇)                                                            | Michiru Itabisashi              | Hiroshi Seko | 24 stycznia 2023 |
| 28 | 4  | Przebudzenie Mezame (目覚め)                                             | Michiru Itabisashi              | Hiroshi Seko | 31 stycznia 2023 |
| 29 | 5  | Droga splamiona krwią Chi no michi (血の道)                              | Shigeru Fukase                  | Hiroshi Seko | 7 lutego 2023    |
| 30 | 6  | Chcę konia Uma ga hoshii (馬が欲しい)                                    | Kento Matsui                    | Hiroshi Seko | 14 lutego 2023   |
| 31 | 7  | Ketil Żelazna Pięść Tekken Ketiru (鉄拳ケティル)                         | Michiru Itabisashi              | Hiroshi Seko | 21 lutego 2023   |
| 32 | 8  | Pusty człowiek Karappo na otoko (カラッポな男)                           | Tadahito Matsubayashi           | Hiroshi Seko | 28 lutego 2023   |
| 33 | 9  | Przysięga Chikai (誓い)                                                  | Tadahito Matsubayashi           | Hiroshi Seko | 7 marca 2023     |
| 34 | 10 | Przeklęta głowa Noroi no kubi (呪いの首)                                 | Takahiro Kaneko                 | Hiroshi Seko | 14 marca 2023    |
| 35 | 11 | Król i miecz Ō to ken (王と剣)                                           | Yoho Ishikawa                   | Hiroshi Seko | 21 marca 2023    |
| 36 | 12 | W imię utraconej miłości Ushinawareta ai no tame ni (失われた愛のために) | Hiromi Nishiyama                | Hiroshi Seko | 28 marca 2023    |
| 37 | 13 | Ciemne chmury An’un (暗雲)                                               | Kōki Aoshima                    | Hiroshi Seko | 4 kwietnia 2023  |
| 38 | 14 | Wolność Jiyū (自由)                                                      | Yōji Satō                       | Hiroshi Seko | 11 kwietnia 2023 |
| 39 | 15 | Sztorm Arashi (嵐)                                                       | Hiroshi Seko                    | Kōki Aoshima | 18 kwietnia 2023 |
| 40 | 16 | Przyczyna Taigi (大義)                                                   | Yōji Satō                       | Hiroshi Seko | 25 kwietnia 2023 |
| 41 | 17 | Droga do domu Ieji (家路)                                                | Shuhei Yabuta                   | Hiroshi Seko | 2 maja 2023      |
| 42 | 18 | Pierwszy środek Saisho no shudan (最初の手段)                            | Yōsuke Yamamoto                 | Hiroshi Seko | 9 maja 2023      |
| 43 | 19 | Wojna w gospodarstwie Ketila Ketiru nōjō no tatakai (ケティル農場の戦い) | Takashi Ishida                  | Hiroshi Seko | 16 maja 2023     |
| 44 | 20 | Ból Itami (痛み)                                                         | Aki Aoshima                     | Hiroshi Seko | 23 maja 2023     |
| 45 | 21 | Odwaga Yūki (勇気)                                                       | Tarō Kubo, Tomoko Hiramuki      | Hiroshi Seko | 30 maja 2023     |
| 46 | 22 | Cesarz rebelii Hangyaku no teiō (叛逆の帝王)                             | Yōji Satō                       | Hiroshi Seko | 6 czerwca 2023   |
| 47 | 23 | Dwie drogi Futatsu no michi (ふたつの道)                                 | Yoho Ishikawa                   | Hiroshi Seko | 13 czerwca 2023  |
| 48 | 24 | Rodzinne strony Kokyō (故郷)                                             | Kento Matsui                    | Hiroshi Seko | 20 czerwca 2023  |